# 土方寧

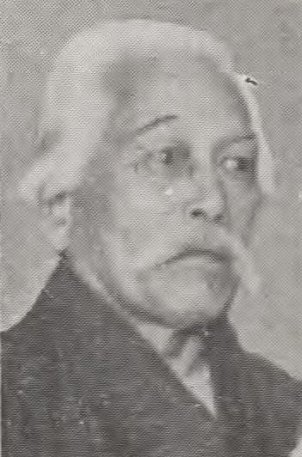
土方寧

土方 寧（ひじかた やすし、安政6年2月12日（1859年3月16日）– 昭和14年（1939年）5月18日）は、貴族院勅選議員、法学者。専門は民法学。帝国学士院会員。弟子に石坂音四郎、末延三次など。

## 経歴
土佐国高岡郡佐川村（現在の高知県高岡郡佐川町）に、土佐藩士土方直行の子として生まれる。1873年（明治6年）より、東京英語学校、開成学校、大学予備門で学んだ。1878年（明治11年）、東京大学法学部に入り、1882年（明治15年）に卒業した。
卒業後、文部省御用掛となり、翌年に東京大学法学部（のち東京帝国大学法科大学）助教授に任命された。また英吉利法律学校の創設発起人に名を連ね、講師も務めた。1887年（明治20年）よりイギリスのミドル・テンプルに留学した。1891年に帰国した後は教授に昇進し、また法学博士の学位を得た。1893年（明治26年）からは法典調査会の委員を務めた。1911年（明治44年）には法科大学長に就任し、1918年（大正7年）まで務めた。
1922年（大正11年）12月19日に貴族院議員に勅選され、死去するまで在任した。

## 栄典
位階
- 1886年（明治19年）7月8日 - 従七位[8]
- 1891年（明治24年）12月21日 - 正七位[9]
- 1897年（明治30年）2月10日 - 正六位[10]
- 1911年（明治44年）7月20日 - 正四位[11]
- 1916年（大正5年）8月21日 - 従三位[12]

勲章等
- 1897年（明治30年）12月28日 - 勲六等瑞宝章[13]
- 1901年（明治34年）12月27日 - 勲五等瑞宝章[14]
- 1903年（明治36年）5月21日 - 金杯一個[15]
- 1914年（大正3年）6月29日 - 勲二等瑞宝章[16]
- 1924年（大正13年）6月30日 - 勲一等瑞宝章[17]

## 親族
- 小寺謙吉 - 妻富子の弟[4]。衆議院議員。
- 土方成美 - 娘貞子の夫。経済学者。